# الكشاور (خولان)

تعديل مصدري - تعديل

الكشاور هي إحدى قرى عزلة الاعروش بمديرية خولان التابعة لمحافظة صنعاء، بلغ تعداد سكانها 424 نسمة حسب تعداد اليمن لعام 2004.